# Нове Підв'язново
Нове Підв'я́зново (рос. Новое Подвязново) — присілок у складі Богородського міського округу Московської області, Росія.
Стара назва — Підв'язново Нове.

## Населення
Населення — 265 осіб (2010; 319 у 2002).
Національний склад (станом на 2002 рік):
- росіяни — 96 %